# Oliver Larraz
Oliver Larraz (Denver, 16 settembre 2001) è un calciatore statunitense, centrocampista del Colorado Rapids.

## Carriera
Larraz è cresciuto nel settore giovanile del Colorado Rapids, che ha lasciato nel 2019 per trasferirsi in Germania al Duisburg. Nel gennaio del 2020 ha giocato per un mese nell'Academy del Barcellona negli Stati Uniti per poi far ritorno nel settore giovanile dei Rapids.
Il 3 marzo 2021 ha firmato un contratto professionistico con il club di Denver in qualità di giovane cresciuto nel vivaio. Ha esordito in prima squadra il 16 maggio nell'incontro di MLS vinto 3-1 contro lo Houston Dynamo. Il 6 agosto seguente è stato ceduto in prestito al San Diego Loyal in USL Championship. Ha segnato il suo primo gol in carriera il 29 agosto nell'incontro vinto 3-1 contro il Sacramento Republic.
Rientrato al Colorado Rapids, ha saltato interamente la stagione 2022 per via di una frattura alla tibia, e l'anno successivo è stato assegnato alla seconda squadra nella neonata MLS Next Pro, dove è stato inserito nel miglior XI della stagione, conclusa con 9 reti in 29 partite. Nel 2024 è stato promosso definitivamente in prima squadra.

## Statistiche

### Presenze e reti nei club
Statistiche aggiornate al 25 giugno 2024.
| Stagione        | Squadra           | Campionato      | Campionato | Campionato | Coppe nazionali | Coppe nazionali | Coppe nazionali | Coppe continentali | Coppe continentali | Coppe continentali | Altre coppe | Altre coppe | Altre coppe | Totale | Totale | Totale |
| Stagione        | Squadra           | Comp            | Pres       | Reti       | Comp            | Pres            | Reti            | Comp               | Pres               | Reti               | Comp        | Pres        | Reti        | Pres   | Reti   |        |
| --------------- | ----------------- | --------------- | ---------- | ---------- | --------------- | --------------- | --------------- | ------------------ | ------------------ | ------------------ | ----------- | ----------- | ----------- | ------ | ------ | ------ |
| 2021            | Colorado Rapids   | MLS             | 4          | 0          | CCL             | 0               | 0               |                    | -                  | -                  |             | -           | -           | 4      | 0      |        |
| 2021            | San Diego Loyal   | USC             | 12         | 1          |                 | -               | -               |                    | -                  | -                  |             | -           | -           | 12     | 1      |        |
| 2023            | Colorado Rapids 2 | MNP             | 29         | 9          |                 | -               | -               |                    | -                  | -                  |             | -           | -           | 29     | 9      |        |
| 2023            | Colorado Rapids   | MLS             | 1          | 0          | USCup           | 1               | 0               |                    | -                  | -                  | LC          | 0           | 0           | 2      | 0      |        |
| 2024            | Colorado Rapids   | MLS             | 20         | 0          | USCup           | 0               | 0               |                    | -                  | -                  | LC          | 0           | 0           | 20     | 0      |        |
| Totale carriera | Totale carriera   | Totale carriera | 66         | 10         |                 | 1               | 0               |                    | 0                  | 0                  |             | 0           | 0           | 67     | 10     |        |